# Globulotuboides
Globulotuboides es un género de foraminífero bentónico de la Subfamilia Glandulininae, de la Familia Glandulinidae, de la Superfamilia Polymorphinoidea, del Suborden Lagenina y del Orden Lagenida. Su especie-tipo es Globulotuboides orbiculus. Su rango cronoestratigráfico abarca el Holoceno.

## Discusión
Clasificaciones previas incluían Globulotuboides en la Superfamilia Nodosarioidea.

## Clasificación
Globulotuboides incluye a las siguientes especies:
- Globulotuboides indiscreta
- Globulotuboides orbiculus